# Kolcowo (Kraj Krasnojarski)
Kolcowo (ros. Кольцово) – wieś (sieło) w Rosji, w Kraju Krasnojarskim, w rejonie nazarowskim. W 2010 liczyła 443 mieszkańców.